# Jesús Aicardo
Jesús Nazaret Aicardo Collantes, noto semplicemente come Jesús Aicardo (Cadice, 4 dicembre 1988), è un giocatore di calcio a 5 spagnolo.

## Carriera
Centrale, dopo aver esordito in División de Honor con la maglia del Lobelle de Santiago (vincendo nel 2010 una Supercoppa), nel 2012 passa al Barcellona.

## Palmarès

### Club

#### Competizioni nazionali
- Campionato spagnolo: 3
Barcellona: 2012-13, 2018-19, 2020-21

- Coppa di Spagna: 3
Barcellona: 2012-13, 2018-19, 2019-20

- Coppa del Re: 5
Barcellona: 2012-13, 2013-14, 2017-18, 2018-19, 2019-20

- Supercoppa di Spagna: 3
Santiago: 2010
Barcellona: 2013, 2019

#### Competizioni internazionali
- UEFA Champions League: 2
Barcellona: 2013-14, 2019-20

### Nazionale
- Campionato d'Europa: 1

Spagna: 2012